# Florin Bratu
Pour les articles homonymes, voir Bratu.
Florin Bratu (né le 1er février 1980 à Bucarest au Roumanie) est un ancien joueur international, et désormais entraîneur de football roumain.

## Biographie
Sous contrat avec le FC Nantes, Florin Bratu est prêté en 2006 au Valenciennes FC pour une saison. Si ses prestations n'ont pas convaincu les dirigeants nordistes, il termine tout de même son passage dans le Hainaut avec un but contre l'AJ Auxerre lors de la toute dernière journée de championnat.

## Palmarès
- Champion de Roumanie en 2003 avec le Rapid Bucarest
- Vainqueur de la Coupe de Roumanie en 2002 avec le Rapid Bucarest
- Vainqueur de la Supercoupe de Roumanie en 2002 et 2003 avec le Rapid Bucarest
- Vainqueur de la Supercoupe de Roumanie en 2005 avec le Dinamo Bucarest
- Vainqueur de la Supercoupe de Bulgarie en 2010 avec le Litex Lovetch